# Condado de Przemyśl
Condado de Przemyśl (polaco: powiat przemyski) é um powiat (condado) da Polónia, na voivodia de Subcarpácia. A sede do condado é a cidade de Przemyśl. Estende-se por uma área de 1213,73 km², com 71 167 habitantes, segundo os censos de 2005, com uma densidade 58,63 hab/km².

## Demografia
População (dados de 30 de Junho de 2005):
|          | Total   | Total | Mulheres | Mulheres | Homens  | Homens |
| -------- | ------- | ----- | -------- | -------- | ------- | ------ |
|          | pessoas | %     | pessoas  | %        | pessoas | %      |
| Total    | 71 167  | 100   | 35 592   | 50       | 35 575  | 50     |
| Cidades  | 0       | 100   | 0        | 0        | 0       | 0      |
| Povoados | 71 167  | 100   | 35 592   | 50       | 35 575  | 50     |